# Padrinho Sebastião
Sebastião Mota de Melo (Eirunepé, 7 de outubro de 1920 — Rio de Janeiro, 20 de janeiro de 1990), mais conhecido como  Padrinho Sebastião, foi um líder religioso brasileiro, fundador da entidade religiosa CEFLURIS.

## Biografia
Foi discípulo direto de Raimundo Irineu Serra, a cujo trabalho deu continuidade em uma  doutrina que usa como sacramento a bebida chamada ayahuasca, batizada por Raimundo de Daime, associada a orações e cânticos (hinos) a diversas divindades. Caracteriza-se como  um culto resultante da mistura das  religiões e crenças dos três troncos étnicos formadores do povo e cultura brasileiros -  indígenas, africanas e européias, mas onde  predominam, no entanto, as deidades cristãs -  o Deus Pai,  Jesus Cristo e Nossa  Senhora, e os adeptos da doutrina a consideram uma doutrina cristã. Fundou o assentamento onde hoje é a Vila Céu do Mapiá, que se tornou um centro de peregrinação que recebe fiéis e adeptos da doutrina do Santo Daime provenientes do mundo inteiro.

## Vida
Padrinho Sebastião era filho de Manuel Mota e Dona Vicença. Sempre foi propenso a realizar viagens astrais e a ver seres encantados da floresta.
Casou-se com Rita Gregório e teve quatro filhos: Valdete, João Batista, morto ainda criança, Alfredo e Nonata. Conheceu o santo-daime ao ser acometido de uma doença no esôfago e, após consultar vários médicos e frequentar outros centros espíritas, procurou Mestre Irineu inicialmente sem sucesso, pois o mesmo estava em viagem ao Maranhão. Em 1965, voltou a casa do mestre muito doente e conseguiu se curar tomando o Daime.
Então, começou a frequentar o Centro de Iluminação Cristã Luz Universal, no Alto Santo, até 1974, quando iniciou os trabalhos espirituais em sua própria casa.
Em 1975, padrinho Sebastião levantou sua bandeira e realizou o primeiro Trabalho de São João na Colônia Cinco Mil, abrindo os trabalhos oficiais na localidade, e instituindo o Cefluris. A partir de então a comunidade acolheu, ensinou e preparou os mais antigos seguidores, que desbravaram os caminhos em direção à floresta e os centros urbanos.

## Realizações
Sua carreira teve início como rezador e curador no Vale do Juruá. Iniciou-se mediunicamente na Doutrina Espírita através de seu compadre Oswaldo, kardecista. Em 1957, ele e sua família mudaram-se para Rio Branco como colonos, onde atendia parentes, afilhados e compadres doentes.
Recebeu de Mestre Irineu a tarefa de divulgar a Doutrina do Santo Daime por todo o mundo. Registrou em 1974 o Centro Eclético da Fluente Luz Universal Raimundo Irineu Serra, entidade religiosa, filantrópica e sem fins lucrativos, sendo responsável pelos trabalhos espirituais realizados com a bebida chamada santo-daime.
Em 1980, transferiu a comunidade onde vivia aos arredores de Rio Branco para o interior da floresta, em uma área de mata virgem chamada de Seringal Rio do Ouro.
Fundou o assentamento onde hoje é a Vila Céu do Mapiá em 1982, no qual trabalhou intensamente, tanto espiritual como materialmente. Divertia-se ao trabalhar na construção de canoas e fazendo grandes explorações na floresta que tanto amava e conhecia. O Padrinho Sebastião Mota de Melo recebeu o hinário O Justiceiro, que manifesta a palavra de São João Batista ao longo de seus 156 hinos e a Nova Jerusalém, com 26 hinos.
Nos últimos anos de sua vida, recebia com muito carinho interessados no Santo Daime que vinham de todas as partes do mundo. Viajou algumas vezes ao sul do Brasil para conhecer igrejas que tinham se formado com base e em torno dos seus ensinamentos.
Sebastião Mota de Melo passou o comando para um dos seus filhos, Alfredo Gregório de Melo. Em 1990, Sebastião Mota de Melo faleceu. 
Agora, o Padrinho Sebastião é conhecido como 'o Mestre Fundador’ do modelo de vida comunitária no seio da doutrina do Santo Daime. Sua esposa Madrinha Rita ainda vive no Céu do Mapiá, junto a seus filhos e netos, mantendo o trabalho do fundador, recebendo visitantes provenientes de todo o mundo.

## Obras
- Hinário O Justiceiro - 156 hinos [8]
- Hinário Nova Jerusalém - 26 hinos [9]
- Hinário Oração - 14 hinos [10]